# ヴィクトル・モチュルスキー

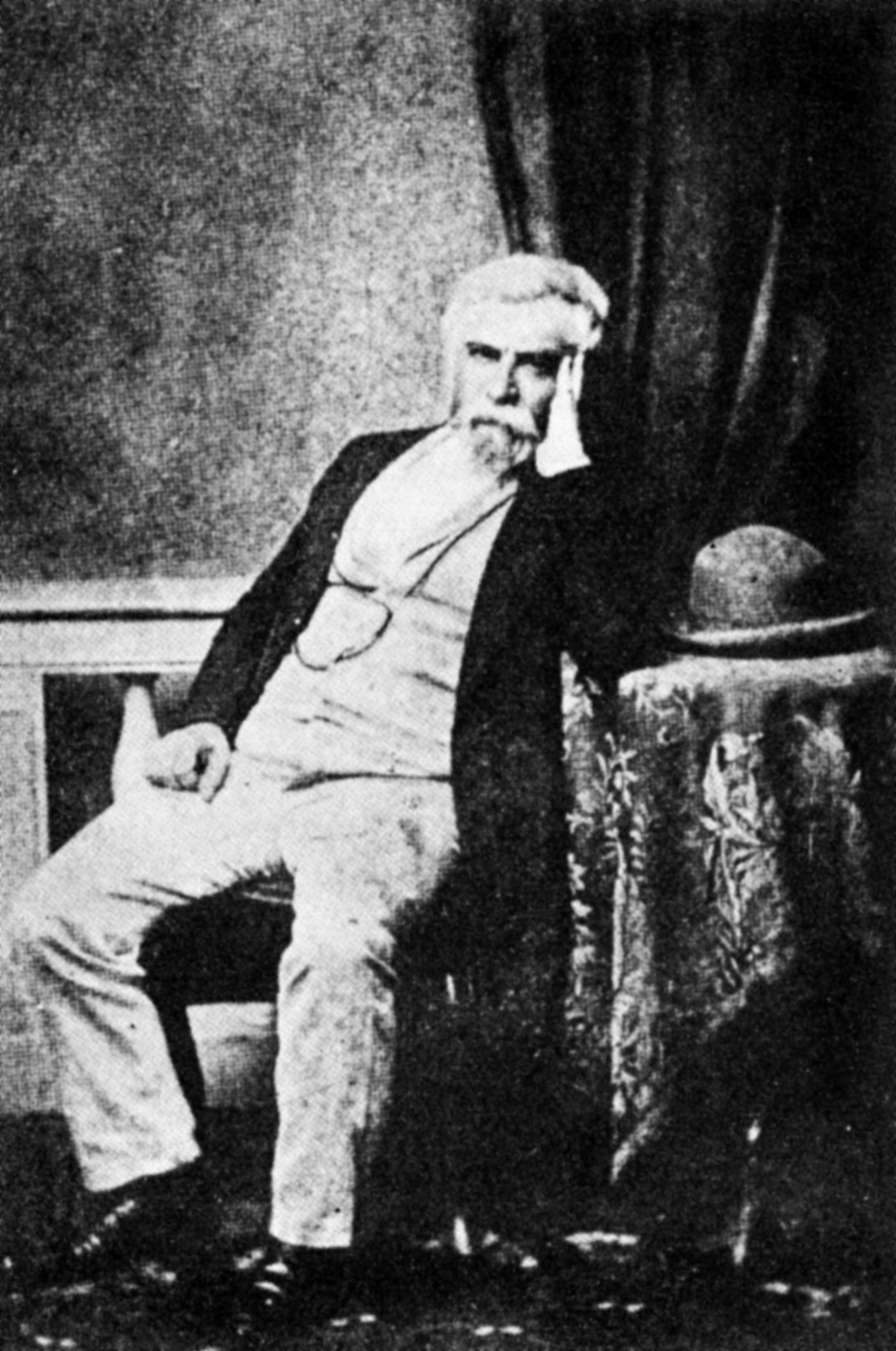
Victor Motschulsky

ヴィクトル・イヴァノヴィッチ・モチュルスキー (ロシア語: Виктор Иванович Мочульский, ラテン文字転写: Victor Ivanovitsch Motschulsky、1810年4月11日 - 1871年6月5日)とは、甲虫類を主に研究していた、ロシアの昆虫学者である。ヴィクトル・フォン・モチュルスキー(Victor von Motschulsky)と呼ばれることもある。

## 概要
ロシア帝国陸軍の大佐だった。シベリア、アラスカ、アメリカ、ヨーロッパ、およびアジアからの多くの新しい甲虫類を研究し、未だ有効な多くの新属新種を記載した。発表のほとんどは甲虫目だったが、鱗翅目および半翅目のものもあった。彼以前の研究を無視する傾向があり、また分類に対して疎かった一方で、探索困難な地形の未探索の地域を探索し、昆虫学に大いに貢献した。
モチュルスキーの膨大な蒐集物は、モスクワ大学、サンクトペテルブルク動物学博物館、フンボルト博物館、ドイツ昆虫学研究所で保管されている。

## 生涯
1810年にサンクトペテルブルクに生まれる。1836年にはフランス、スイス、アルプス、北イタリア、オーストリアを訪れ、1839年から1840年にかけてコーカサス、アストラハン、カザフスタンとシベリアを訪れる。1847年にはキルギス、1850年から1951年にはドイツ、オーストリア、エジプト、インド、フランス、イギリス、ベルギー、ダルマチア、1853年にはアメリカ、パナマを訪れ、ハンブルク、キール、コペンハーゲンを経由してサンクトペテルブルクに戻った。その後、同年ドイツ、スイス、オーストリアを訪れ、1871年シンフェロポリで亡くなった。